# Dywizja Jazdy Wojsk Litwy Środkowej
Dywizja Jazdy Wojsk Litwy Środkowej – wielka jednostka jazdy Wojsk Litwy Środkowej.

## Historia dywizji
Dywizja Jazy została sformowana 16 października 1920 roku w składzie I Korpusu Wojsk Litwy Środkowej. 1 lutego 1921 roku ze składu I Dyonu „Huzarów Śmierci” Litwy Środkowej wyłączono pluton łączności i pluton karabinków maszynowych, które włączono w skład szwadronu sztabowego Dywizji Jazdy Wojsk Litwy Środkowej.
Na podstawie rozkazu Nr 4 Naczelnego Dowódcy Wojsk Litwy Środkowej z dnia 24 lutego 1921 roku dotychczasowy I Korpus został przemianowany na Grupę Wojsk Litwy Środkowej. Dwa dni później generał podporucznik Antoni Longin Baranowski pełniący czasowo, w zastępstwie, obowiązki dowódcy Grupy wydał rozkaz organizacyjny Nr 1, w którym nakazał szefowi sztabu, podpułkownikowi Sztabu Generalnego Ludwikowi Lichtarowiczowi przeprowadzić reorganizację korpusu. Wspomniana reorganizacja miała być przeprowadzona na następujących zasadach: Dywizja Jazdy przemianowana na Brygadę Jazdy, skład brygady pozostał bez zmian, podpułkownik Mścisław Butkiewicz objął na powrót dowództwo 13 pułku ułanów, a pułkownik Terencjusz O’Brien de Lacy objął Centrum Wyszkolenia Brygady Kawalerii. Ponadto z dniem 1 marca 1921 roku szwadron zapasowy z rozwiązanej Brygady Zapasowej został podporządkowany bezpośrednio dowódcy Brygady Kawalerii, a pod względem gospodarczym przydzielony do Pułku Ułanów Grodzieńskich.
W maju 1921 roku Brygada Jazdy Grupy Wojsk Litwy Środkowej (Grupy „Bieniakonie”) została przeformowana w III Brygadę Jazdy.

## Organizacja dywizji
- Dowództwo Dywizji Jazdy
- szwadron sztabowy
- Wileńska Brygada Jazdy
  - 13 pułk Ułanów Wileńskich
  - 23 pułk Ułanów Nadniemeńskich
- Grodzieńska Brygada Jazdy
  - pułk Ułanów Grodzieńskich
  - 10 pułk Ułanów Litewskich

## Dowódcy dywizji i brygady
- ppłk Mścisław Butkiewicz (do 26 II 1921)
- ppłk Marian Przewłocki
- płk Józef Tokarzewski (od XI 1921)